# Palomar 12
Palomar 12 é um aglomerado globular na constelação de Capricornus, que pertence ao halo da Via Láctea. Foi primeiramente descoberto pelas chapas do Palomar Sky Survey por Robert G. Harrington e Fritz Zwicky, e foi catalogado como um aglomerado globular. No entanto, Zwicky chegou a acreditar realmente era uma galáxia anã vizinha no Grupo Local. É um aglomerado relativamente jovem, sendo cerca de 30% mais jovem do que a maioria dos aglomerados globulares da Via Láctea. É muito rico em metais, com uma metalicidade de [Fe / H] ~ = -0,8. Possui uma média da distribuição de luminosidade Mv = -4,48.
Baseado no movimento próprio, este aglomerado foi suspeito pela primeira vez em 2000, de ter sido capturado pela SagDEG a cerca de 1,7 bilhão de anos atrás. Hoje em dia, geralmente se acredita que faz parte dela (Cohen 2004, Sbordone et al. 2006).